# Кузьмин, Антон Сергеевич
Анто́н Серге́евич Кузьми́н (19 июня 1965, Свердловск) — российский художник-концептуалист, куратор, писатель и поэт.
Работает в станковой живописи и графике. Автор масштабных выставочных проектов, в которых он объединяет разных по стилю и жанрам художников. Уральский наследник Павла Николаевича Филонова и Нико Пиросмани. Выставочная деятельность с 1991 г. Автор 12 книг. С 1999 и по 2005 год творчески сотрудничал с фотографом, художником слова, ПАНК-СКОМОРОХом и Народным дворником России Б. У. Кашкиным (Екатеринбург).

## Биография
Родился на Урале, в г. Свердловске, в семье инженеров (Свердловского завода электроавтоматики и Гидрометеослужбы по Свердловской области) – Сергея Павловича и Нины Александровны Кузьминых. Окончил среднюю школу № 79 Верх-Исетского района. Трудовую деятельность начал в 1983 г. в палеонтолого-стратиграфической партии Института геологии и геохимии им. А.Н. Заварицкого УрО АН СССР, под руководством видных уральских палеонтологов – профессоров Сапельникова Вадима Петровича и Шуйского Вадима Прокопьевича. Служил на Краснознамённом Черноморском и Дважды Краснознамённом Балтийском флотах. Учился на историческом и искусствоведческом факультетах УрГУ — Уральский государственный университет имени А. М. Горького (1920, в нынешнем виде — в 1931 г.). Выставочная деятельность с 1991 г. Работы находятся в собраниях Екатеринбургского музея ИЗО, в частных коллекциях Австрии, Великобритании, Германии, Израиля, Испании, Италии, Канады, Польши, России, США, Турции, Финляндии, Франции, Чили и Японии.
Живёт и работает в Екатеринбурге.

## Избранные арт-проекты
- 08 января — 08 февраля 1994 — 1-й арт-проект «С днём рождения, Павел Филонов!» (автор идеи, куратор проекта и участник) (первое экспонирование работ П. Н. Филонова в г. Екатеринбурге) (в арт-проекте принимали участие: А. А. Алексеев-Свинкин, М. Ш. Брусиловский, В. М. Волович, В. А. Гончаров, А. А. Казанцев, Р. Р. Базетов, В. А. Степанов). Государственный Русский музей (Санкт-Петербург) и Екатеринбургский музей изобразительных искусств (ЕМИИ). Екатеринбург.
- 05-25 апреля 1995 — 2-й арт-проект «Солнце Нико Пиросмани» (автор идеи, куратор проекта и участник). Картины из графических серий «Ангельский цикл» и «Ангелы структуры», две картины-действия: «Солнце Нико Пиросмани» и «Битва Михаила Архистратига с чудовищем» (совм. картина с художниками — А.Алексеевым-Свинкиным, Р.Базетовым, М.Брусиловским, В.Воловичем, А.Казанцевым, С.Кузьминым, В.Махотиным и кинорежиссёром Валерием Огородниковым). Презентация книг «Солнце Нико Пиросмани» и «Ангельский кодекс», Музей молодёжи, Екатеринбург.
- 04 мая — 04 июля 1999 — 3-й (международный) арт-проект «Но сначала были бабочки…» к 100-летию Владимира Владимировича Набокова. Первый, екатеринбургский этап при участии 69 художников и 8 скульпторов г. Екатеринбурга. Выставочный зал Музея изобразительных искусств, Екатеринбург.
- 29 апреля — 29 июня 2002 — 4-й арт-проект «Солнце Нико Пиросмани. 2» (автор идеи, куратор проекта и участник). Презентация книги «Солнце Нико Пиросмани» (издательство «На Пяти УглахЪ»). Выставочный зал мастерской батика «Коллаж», Екатеринбург.

## Избранные персональные и групповые выставки
- февраль 1991 — персональная выставка «Живопись и графика». Дом Мира и Дружбы, Свердловск.
- май 1991 — Участник выставки под эгидой «ЮНЕСКО» — «Историческое наследие Урала» (серия графических работ «Старые демидовские поселения»), Москва.
- май-июнь 1992 — участник групповой выставки молодых российских художников. Галерея «Книга ПРИНТШОП» Вена, Австрия и Париж, Франция.
- октябрь-ноябрь 1992 — персональная выставка «ART метаморфозы. Живопись и графика» Музей общественно-политического движения Урала, Екатеринбург.
- декабрь 1992 — Участник групповой выставки уральских художников. Екатеринбургское отделение Союза художников России. Братислава, ЧСФР
- декабрь 1992 — январь 1993 — персональная выставка «ART метаморфозы 2. Живопись, графика, скульптура». Екатеринбургское отделение Союза художников России. Выставочный зал Дома художника, Екатеринбург.
- март 1993 — персональная выставка. «Галерея русского культурного центра». Вильнюс, Литва.
- апрель 1993 — персональная выставка. «Мемориальный музей Я.Розенталя и Р.Блауманиса» на ул. Альберта, 12 (филиал музея литературы и искусства Латвии им. Яна Райниса). Рига, Латвия.
- апрель-май 1994 — выставка графики в Мид-Чеширском колледже искусств. Работы из серии «Охота на волков», «Бронзовые Рыбы» и «Будетлянские хроники» (по произв. Велимира Хлебникова). Графство Чешир, Честер, Англия.
- 22-25 декабря 1994 — персональная выставка «Откровения» на международном фестивале «Три вечера с А. Р. Тертеряном». Зал Екатеринбургской филармонии, Екатеринбург.
- июнь 1995 — персональная выставка «Антон Кузьмин в „L. GALLERY“, Нью Йорк, Америка
- сентябрь-октябрь 1995 — участник выставки-акции „Свет негасимый“ к 110-летию Екатеринбургской епархии. Выставочный зал МИИ на Воеводина 5, Екатеринбург.
- 25 июня 2002 — участник благотворительного аукциона екатеринбургских художников, посвящённого памяти художника Олега Елового (сбор средств на памятник). Галерея „Татьянин день“, Екатеринбург.
- 11 — 12 июня 2000 — организатор ночного огненного перформанса „Число, пробуждающее Знаки Времени“ на Палкинских каменных палатках в окрестностях посёлка Палкино. Галерея „На пяти Углах“, г. Екатеринбург.
- 24 — 27 февраля 2004 — участник выставки-аукциона уральских художников памяти художника Виктора Махотина. Фотографический музей „Дом Метенкова“ совм. с музеем истории Екатеринбурга. Автор памятника Виктору Фёдоровичу Махотину на Северном кладбище.

## Арт-проект „С днём рождения, Павел Филонов!“

### История
Проект приурочен к 111-й годовщине со дня рождения Мастера и основателя аналитического искусства (одного из основных направлений русского авангарда нач. XX века) — Павла Николаевича Филонова.
Данный проект стал значительным событием в культурной жизни Екатеринбурга, так как произведения Павла Николаевича Филонова до этого времени на Урале не экспонировались. Концепция проекта была представлена вниманию руководства Государственного Русского музея (в фондах которого и находится основная коллекция картин Филонова, переданных в дар ГРМ в середине 60-х годов сестрой художника — Евдокией Николаевной (в девичестве — Филоновой) Глебовой).
К экспонированию на выставке были отобраны четыре графических (бум., тушь) и одна живописная („Композиция“, х., масло) картины художника. Помимо этого, в экспозиционном пространстве была представлена и картина одного из учеников Филонова — Алевтины Евгеньевны Мордвиновой (из собрания „Русского фонда“). Эти шесть живописных работ составили основную (мемориальную) зону выставки с подлинными документами, касающихся жизни и творчества Павла Филонова (из собрания Российского государственного архива литературы и искусства).

### Участники
- Павел Николаевич Филонов.
- Алевтина Евгеньевна Мордвинова (А. Е. Мордвинова)

Так же, в проекте Кузьмина приняли участие художники Свердловска-Екатеринбурга, чьё становление как художников проходило в 60-е и последующие годы в контексте разработок аналитического искусства Филонова:
- Александр Алексеев (А. А. Алексеев-Свинкин)
- Ренат Базетов (Р. Р. Базетов)
- Миша Брусиловский (М. Ш. Брусиловский)
- Виталий Волович (В. М. Волович)
- Виктор Гончаров (В. А. Гончаров)
- Алексей Казанцев (А. А. Казанцев)
- Антон Кузьмин (А. С. Кузьмин)
- Вениамин Степанов (В. А. Степанов)

## Арт-проект «Солнце Нико Пиросмани»

### История
История этого проекта ведёт начало с 1987 года. Со слов автора, «слова возникли из той влажной взвеси ещё непонятного ощущения», пришедшего на берегу Балтийской косы в один из дней весны 1987 года. Слова дышали:
«Будет радость.
Будет день.
Из окна -
лазурь и море,
и задумчивая тень
на колышащейся шторе.
Будут тонкий аромат
источать цветы герани,
и малиновый закат
Солнца Нико Пиросмани.
Будет зеркало окном
в неизвестность наших судеб,
сохранённое стеклом
что-то давнее разбудит…»
По прошествии семи лет они странным образом начали преобразовываться в не менее странный текст, возникновению которого предшествовало путешествие художника в Грузию, где Кузьмин и обратил внимание на выпадающие из контекста всего творчества Нико Пиросмани две живописных работы под общим названием «Пасхальные барашки». Картины были удивительные. Именно с этого интуитивного ощущения и возник первый текст с рабочим названием «Солнце Нико Пиросмани» и на свет появились те самые семь Пасхальных барашков Пиросмани, которые, как оказалось, были совсем не случайным Откровением Пиросмани. Своего рода квинтэссенцией всей его жизни и, как следствие, творческого озарения и духовного самосовершенствования. Ограниченным тиражом (по 120 экз. каждая) к арт-проекту «Солнце Нико Пиросмани» были выпущены две книги А.Кузьмина — с одноимённым названием («Солнце Нико Пиросмани») и «Ангельский Кодекс» (в соавторстве с: настоятелем церкви Николая Чудотворца в с. Быньги (Невьянского района, Свердловской области) — Отцом Виктором (Зыряновым), В. Е. Зиновьевым (профессором УПИ, доктором физико-математических наук) и екатеринбургским писателем Вадимом Дубичевым).
Арт-проект проходил в Екатеринбурге, в Музее молодёжи на ул. Карла Либкнехта, 32, с 05 по 25 апреля 1995 года и занимал под экспозицию два зала музея — в первом зале были представлены «Картина-действие № 1» (авт. транскрипция А.Кузьмина) — «Пасхальный ягнёнок. Сам Пиросмани» (оргалит, масло, размер 1000х1000 мм) и живописная серия из 27 миниатюр «Ангельский цикл» (бум., цв. карандаш, золочение), которая вела зрителя от первой «картины-действия» во второй зал музея, где была представлена вторая серия живописных работ Кузьмина под названием «Ангелы структуры» (бум., воск, темпера), предваряющая «Картину-действие» под № 2 — «Битва Михаила Архистратига с чудовищем» (оргалит, темпера, масло, размер — 1500х1500 мм). К работе над этой картиной Кузьмин пригласил к соавторству семь замечательных художников Екатеринбурга — Александра Алексеева-Свинкина, Рената Базетова, Миши Брусиловского, Виталия Воловича, Алексея Казанцева, Сергея Кузьмина (отца А.Кузьмина), Виктора Махотина и кинорежиссёра Валерия Огородникова. Каждый из соавторов этой картины нарисовали на круглых и квадратных кусочках загрунтованного оргалита ангелов и чудовищ, которые затем и были вплавлены в общую сюжетную композицию.
- Подробность: ангела в исполнении кинорежиссёра Валерия Огородникова на картине нет. Есть только чудовище. На квадратном кусочке оргалита. Квадрат этот не имеет графических подробностей и представляет собой хаотичное чередование светло-синей масляной краски с вкраплениями цинковых белил. Со слов Кузьмина (по тексту интервью американскому журналу «New wave» в 1999 г.): «Валера написал этот фрагмент в один из своих приездов в Екатеринбург, в помещении моей мастерской, находившейся в то время на втором этаже Дома фотографа Метенкова. Ангела он не написал не по принципиальным соображениям, а в силу очевидной невозможности изобразить невидимое, тогда как чудовищ можно встретить на каждом шагу в этой жизни, причём в достаточно благополучном виде. В целом, я не мог с ним не согласиться и поэтому не стал настаивать на написании ангела Валерой…»

Окончательный текст сформировался 6 февраля 1997 года и послужил основой для воплощения 4-го арт-проекта Кузьмина — «Солнце Нико Пиросмани. 2», который состоялся 29 апреля — 29 июня 2002 года на площадке Выставочного зала мастерской батика «Коллаж» в г. Екатеринбурге.

### Соавторы создания «Картины-действия № 2» — «Битва Михаила Архистратига с чудовищем»
- Александр Алексеев (Александр Алексеевич Алексеев-Свинкин)
- Ренат Базетов (Ренат Рашидович Базетов)
- Миша Брусиловский
- Виталий Волович
- Алексей Казанцев (Алексей Афанасьевич Казанцев)
- Антон Кузьмин (Антон Сергеевич Кузьмин)
- Сергей Кузьмин (Сергей Павлович Кузьмин)
- Виктор Махотин (Виктор Фёдорович Махотин)
- Валерий Огородников

## Буклеты и каталоги к выставкам
- «Антон Кузьмин. Графика» Автор вступит. статьи проф. Г. Б. Зайцев. // Екатеринбург: Изд-во РИФ «Солярис», 1993. 68 с., ил. (С переводом на англ. яз.)
- Каталог арт-проекта «С днём рождения, Павел Филонов!» // Изд-во «На пяти углахЪ», Екатеринбург, 1993.
- Каталог арт-проекта «Солнце Нико Пиросмани» // Изд-во «На пяти углахЪ», Екатеринбург, 1995.
- Галерея «Автограф»: Живопись, графика из коллекции Т. Ф. Набросовой-Брусиловской / Сост. каталога Т. Ф. Набросова-Брусиловская. Автор вступит. статей В. М. Волович и Г. С. Метелев. Изд. Е. В. Ройзман. // Екатеринбург: Изд-во Уральского университета, 2000. 166 с., ил. (c переводом на англ. яз.)
- «В. Махотин: спасибо, до свидания!» / Сост. С. Абакумова. // Екатеринбург : Изд-во УрГУ, 2006. 367 с., фото. ISBN 5-7525-1564-5